# Attilio Caja
Attilio Caja (nacido el 20 de mayo de 1961 (63 años) en Pavía, Italia) es un entrenador italiano de baloncesto con gran experiencia, que llegó a ser seleccionador de Italia con la que ganó una medalla en los Juegos del Mediterráneo de Bari en 1997. Actualmente dirige al Scafati Basket de la Serie A.

## Trayectoria
Nacido en Pavia el 20 de mayo de 1961, Attilio Caja comenzó su carrera como entrenador en 1992, liderando el equipo de su ciudad durante dos temporadas. Dos años después, comenzó su larga experiencia con Virtus Roma: de 1994 a 1999 llegó a los playoffs cuatro veces, ganó el premio al "Entrenador del año" (1996) y llegó a la semifinal de la Copa Korac (1998). 
En 1999 entrenó a Victoria Libertas Pesaro y luego regresó a Roma. Con Virtus ganó una Supercopa de Italia y llegó dos veces a los cuartos de final de playoffs. Olimpia Milano lo llama en 2001, pero en las dos temporadas y media con Olimpia no pudo repetir los éxitos logrados con el equipo de la capital. 
En las temporadas 2004/2005 y 2005/2006 entrena, respectivamente, a Nápoles y Roseto. En Nápoles permaneció hasta enero y en Roseto concluyó la temporada consiguiendo la salvación del equipo. 
Durante la temporada 2006/2007 comienza entrenando en Legadue en las filas del Novara, donde permanece hasta diciembre. Al año siguiente, sucedió a Zare Markovski en el banco de Olimpia Milano, llevando a Olimpia Milano a la semifinal del campeonato. En 2008 entrena a Pallalcesto Amatori Udine, donde permanece por solo siete partidos. 
En 2010, llegó a Vanoli Cremona a los doce días del final de la temporada y salvó al equipo azul y blanco del descenso. Después de la experiencia en Basket Rimini Crabs, donde obtuvo el tercer lugar en Legadue. En la temporada 2011/2012 Caja regresó al Vanoli Cremona, donde alcanzó el décimo lugar en la liga. 
En 2013/2014 firma a mitad de la temporada para cambiar el destino de Affrico Firenze en A Silver, pero el campeonato termina con un descenso de los Tuscans. A fines de febrero de 2015, reemplazó a Gianmarco Pozzecco en el banco de Openjobmetis Varese, logrando ganar seis de las once partidos restantes del campeonato y jugar los playoffs. Al final de la temporada, se convierte en gerente general del Eurobasket Rome, pero deja el cargo en octubre para reemplazar a Guido Saibene al mando de Virtus Roma. 
En 2016, vuelve al banquillo del Openjobmetis Varese, donde se estabilizaría durante varias temporadas en la Lega Basket Serie A.
El 16 de marzo de 2021, firma por el Pallacanestro Reggiana de la Serie A, para sustituir a Antimo Martino. Con el conjunto de Reggio Emilia, logró la permanencia en la máxima categoría y en la temporada 2021-22 alcanzó los cuartos de final del playoff y la final de la Copa de Europa Fiba. 
El 9 de noviembre de 2022, firma por el Scafati Basket de la Serie A, para sustituir a Alessandro Rossi.

## Palmarés clubes
- Supercopa de Italia de Baloncesto: 1 (2000)